# Parker's Crossroads (Tennessee)
Parker's Crossroads es una ciudad ubicada en el condado de Henderson en el estado estadounidense de Tennessee. En el Censo de 2010 tenía una población de 330 habitantes y una densidad poblacional de 34,2 personas por km².

## Geografía
Parker's Crossroads se encuentra ubicada en las coordenadas 35°47′22″N 88°23′25″O / 35.78944, -88.39028. Según la Oficina del Censo de los Estados Unidos, Parker's Crossroads tiene una superficie total de 9.65 km², de la cual 9.65 km² corresponden a tierra firme y (0%) 0 km² es agua.

## Demografía
Según el censo de 2010, había 330 personas residiendo en Parker's Crossroads. La densidad de población era de 34,2 hab./km². De los 330 habitantes, Parker's Crossroads estaba compuesto por el 81.52% blancos, el 13.94% eran afroamericanos, el 0% eran amerindios, el 0.3% eran asiáticos, el 0% eran isleños del Pacífico, el 0.91% eran de otras razas y el 3.33% pertenecían a dos o más razas. Del total de la población el 2.12% eran hispanos o latinos de cualquier raza.